# Estoril Challenge
De Estoril Challenge was een golftoernooi van de Europese Challenge Tour.
Het toernooi heeft viermaal plaatsgevonden, in 1997, 2004, 2006 en 2007. In 1997 en 2006 vond het toernooi plaats op de Pinha Longa Golf Club bij Lissabon, in 2004 en 2007 op de Oitavos Dunes in Cascais, waar in 2005, 2007, 2008 en 2009 ook het Portugees Open werd gespeeld.
| Jaar | Winnaar              | Score                        |
| ---- | -------------------- | ---------------------------- |
| 1997 | José Manuel Carriles | -12                          |
| 2004 | Tom Whitehouse       | -10                          |
| 2006 | Kyron Sullivan       | -4, play-off tegen Ben Mason |
| 2007 | Ross McGowan         | -12                          |